# Saba (género)
Saba (género) é um género botânico pertencente à família Apocynaceae.